# Blincourt
Cet article possède des paronymes, voir Blacourt, Blécourt et Blicourt.
Ne doit pas être confondu avec Blaincourt-lès-Précy.
Blincourt est une commune française située dans le département de l'Oise en région Hauts-de-France.
Ses habitants sont appelés les Blincourtois et les Blincourtoises.

## Géographie

### Description
Brincourt est un village rural du plateau picard situé à égale distance entre Paris, au sud et Amiens, au nord (61 kilomètres), à 39 kilomètres à l'est de Beauvais et à 15 kilomètres à l'ouest de Compiègne.

### Communes limitrophes
Les communes limitrophes sont  Choisy-la-Victoire, Moyvillers et Sacy-le-Petit.
|                    |           | Moyvillers    |
| Choisy-la-Victoire | Blincourt |               |
|                    |           | Sacy-le-Petit |

### Géologie et relief
La commune s'étend entre 69 mètres et 98 mètres d'altitude. La mairie du village se situe à 84 mètres altitude. Le point le plus bas se situe au sud-est de la commune et le point le plus élevé se trouve au nord-ouest près du lieu-dit « les Quarante Mines ». Le territoire, situé sur une plaine, est légèrement orienté vers le sud du fait de son inclinaison vers le bassin versant de l'Oise.
La craie s'étend jusqu'à Blincourt. La commune se trouve en zone de sismicité 1, c'est-à-dire très faiblement exposée aux risques de tremblement de terre.

### Hydrographie
La commune est située dans le bassin Seine-Normandie. Elle n'est drainée par aucun cours d'eau,.

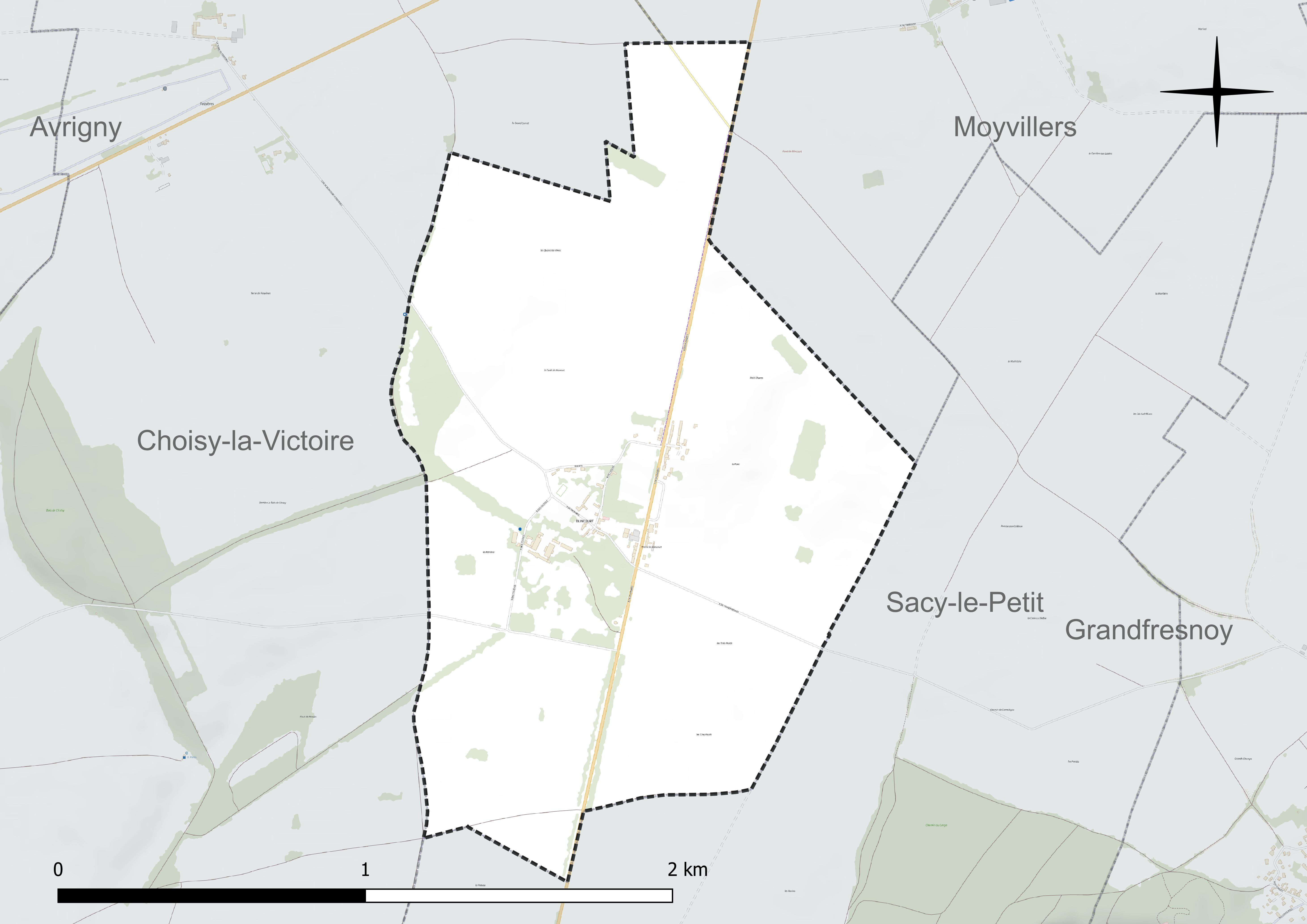
Réseau hydrographique de Blincourt.

### Climat
Pour des articles plus généraux, voir Climat des Hauts-de-France et Climat de l'Oise.
En 2010, le climat de la commune est de type climat océanique dégradé des plaines du Centre et du Nord, selon une étude du CNRS s'appuyant sur une série de données couvrant la période 1971-2000. En 2020, Météo-France publie une typologie des climats de la France métropolitaine dans laquelle la commune est exposée à un climat océanique et est dans la région climatique Nord-est du bassin Parisien, caractérisée par un ensoleillement médiocre, une pluviométrie moyenne régulièrement répartie au cours de l'année et un hiver froid (3 °C).
Pour la période 1971-2000, la température annuelle moyenne est de 10,5 °C, avec une amplitude thermique annuelle de 14,8 °C. Le cumul annuel moyen de précipitations est de 672 mm, avec 11 jours de précipitations en janvier et 7,8 jours en juillet. Pour la période 1991-2020, la température moyenne annuelle observée sur la station météorologique la plus proche, située sur la commune de Margny-lès-Compiègne à 15 km à vol d'oiseau, est de 11,2 °C et le cumul annuel moyen de précipitations est de 633,5 mm,. Pour l'avenir, les paramètres climatiques de la commune estimés pour 2050 selon différents scénarios d'émission de gaz à effet de serre sont consultables sur un site dédié publié par Météo-France en novembre 2022.

## Urbanisme

### Typologie
Au 1er janvier 2024, Blincourt est catégorisée commune rurale à habitat très dispersé, selon la nouvelle grille communale de densité à sept niveaux définie par l'Insee en 2022.
Elle est située hors unité urbaine. Par ailleurs la commune fait partie de l'aire d'attraction de Paris, dont elle est une commune de la couronne,.

### Occupation des sols

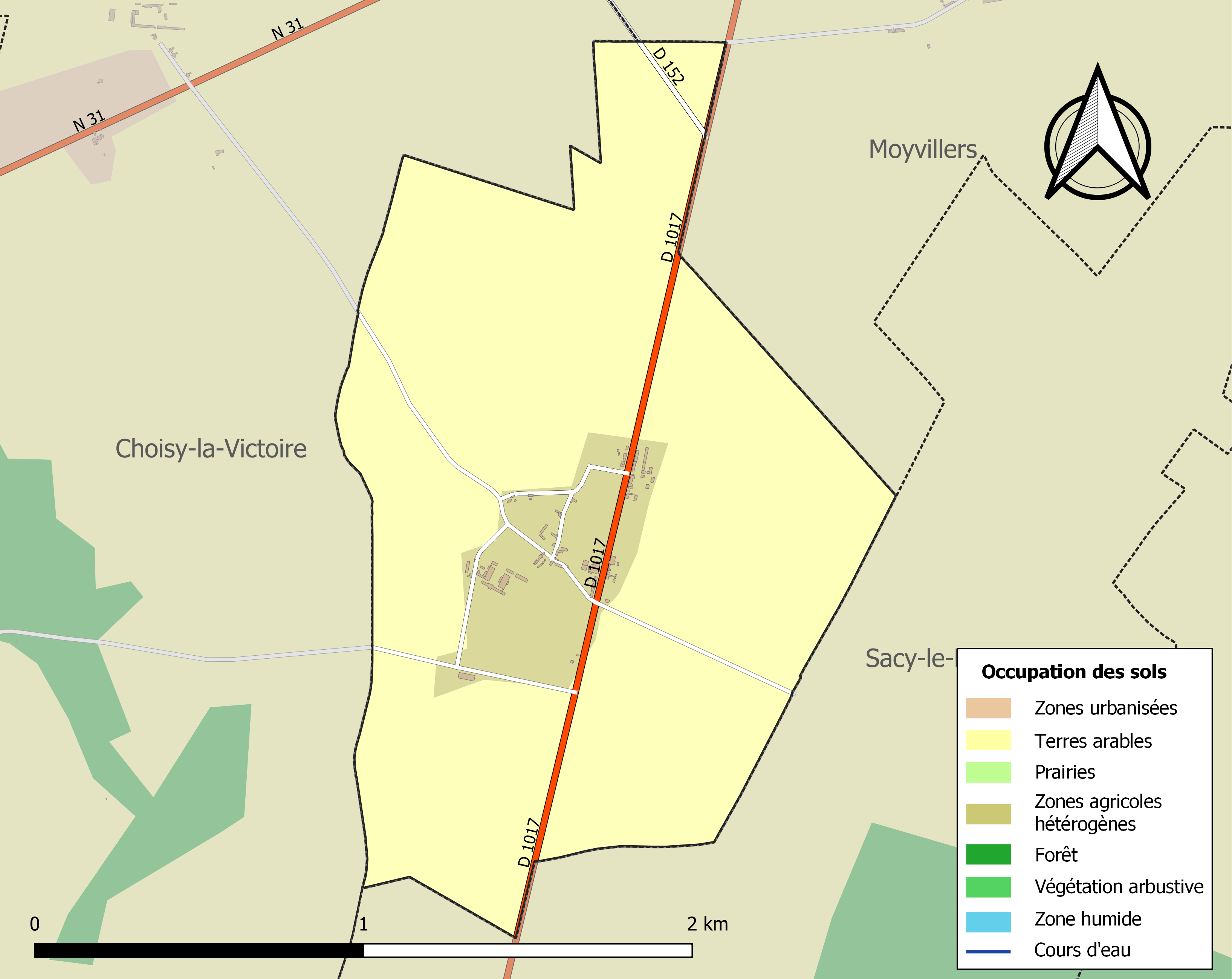
Carte des infrastructures et de l'occupation des sols de la commune en 2018 (CLC).

En 2014, hormis l'espace bâti, s'étendant sur 10 hectares (3 % de la surface communale), le territoire se compose à 86 % de cultures. Les espaces boisés, dont on trouve des parcelles en périphérie du village, rassemblent 25 hectares pour 9 % de la superficie. Les vergers et prairies totalisent 4 hectares,.
L'occupation des sols de la commune, telle qu'elle ressort de la base de données européenne d'occupation biophysique des sols Corine Land Cover (CLC), est marquée par l'importance des territoires agricoles (100 % en 2018), une proportion identique à celle de 1990 (100 %). La répartition détaillée en 2018 est la suivante : 
terres arables (89,2 %), zones agricoles hétérogènes (10,8 %). L'évolution de l'occupation des sols de la commune et de ses infrastructures peut être observée sur les différentes représentations cartographiques du territoire : la carte de Cassini (XVIIIe siècle), la carte d'état-major (1820-1866) et les cartes ou photos aériennes de l'IGN pour la période actuelle (1950 à aujourd'hui).

### Hameaux et lieux-dits
L'habitat communal est uniquement situé dans le chef-lieu Blincourt. La commune ne possède pas de hameaux ou de lieux-dits habités autre que le village sur son territoire.

### Habitat et logement
En 2018, le nombre total de logements dans la commune était de 55, alors qu'il était de 62 en 2013 et de 51 en 2008.
Parmi ces logements, 81,4 % étaient des résidences principales, 9,3 % des résidences secondaires et 9,3 % des logements vacants. Ces logements étaient pour 71,4 % d'entre eux des maisons individuelles et pour 28,6 % des appartements.
Le tableau ci-dessous présente la typologie des logements à Blincourt en 2018 en comparaison avec celle de l'Oise et de la France entière. Une caractéristique marquante du parc de logements est ainsi une proportion de résidences secondaires et logements occasionnels (9,3 %) supérieure à celle du département (2,5 %) mais comparable  à celle de la France entière (9,7 %). Concernant le statut d'occupation de ces logements, 47,1 % des habitants de la commune sont propriétaires de leur logement (49 % en 2013), contre 61,4 % pour l'Oise et 57,5 % pour la France entière.
| Typologie                                               | Blincourt | Oise | France entière |
| ------------------------------------------------------- | --------- | ---- | -------------- |
| Résidences principales (en %)                           | 81,4      | 90,4 | 82,1           |
| Résidences secondaires et logements occasionnels (en %) | 9,3       | 2,5  | 9,7            |
| Logements vacants (en %)                                | 9,3       | 7,1  | 8,2            |

### Voies de communications et transports
La commune de Blincourt est desservie par l'ancienne route nationale 17 (actuelle RD 1017)reliant Paris à Lille et dénommée  rue des Flandres lors de son passage dans le chef-lieu. Le village se situe au kilomètre 55 de cet axe. 
La route départementale 152, débutant à Montgérain rejoint la route nationale 17 au nord du territoire. Plusieurs routes communales relient le site aux communes et hameaux alentour comme Choisy-la-Victoire, le hameau Froyères (dépendant de cette dernière commune), et le village de Sacy-le-Petit.
La station de chemin de fer la plus proche est la  gare d'Estrées-Saint-Denis à 5 km à l'est sur la ligne d'Ormoy-Villers à Boves et desservie par des trains TER Hauts-de-France, express ou omnibus, qui effectuent des missions entre les gares Amiens et de Compiègne. Située sur la ligne de Creil à Jeumont, la gare de Pont-Sainte-Maxence,  située à 9 km à l'ouest, est, elle, desservie par des trains TER Hauts-de-France reliant notamment Paris à Saint-Quentin.
La commune est desservie, en 2023, par les lignes 6301 et 6322 du réseau interurbain de l'Oise. Une navette de regroupement pédagogique intercommunal (ligne 6808) a été mise en place avec les communes d'Avrigny, Épineuse et Fouilleuse.
L'aéroport de Paris-Beauvais se trouve à 37,6 km à l'ouest de la commune et l'aéroport de Paris-Charles-de-Gaulle se trouve à 43 km au sud. Il n'existe aucune liaison entre la commune et ces aéroports par des transports en commun.
Le GR 124A, branche du GR124 reliant Litz à Orrouy traverse l'extrême sud du territoire en longeant en partie la limite communale avec Sacy-le-Petit. Une piste cyclable a été établie le long de la route nationale 17 entre la rue de l'Église et la route départementale 152.

## Toponymie
La commune a porté les noms suivants au cours de son histoire : Belincourt en 1228, Blaincourt en 1373 et Blincourt depuis 1476.
 
Le nom de Blincourt se compose du mot Blain , Belin (« bélier » en vieux français) ou Blin (contraction fréquente de Belin), d'origine celtique qui désignait au Moyen Âge un « mouton », et du suffixe Court appartenant à la basse latinité et désigne non seulement une habitation de campagne placée au milieu d'un terrain fermé de murailles ou de haies vives, et servant de verger ou de pâturage, mais surtout la maison seigneuriale avec ses dépendances. Les mots Blain, Blin, Belin, Bélier et Mouton, sont devenus des noms de famille ou comme surnom encore usités aujourd'hui. Cette localité a tiré son nom de « Blahini » ou « Blina curtis », la cour ou la ferme de Blin ou Belin.

## Histoire

### Du Moyen Âge à la Renaissance
La seigneurie de la paroisse de Blincourt appartenait aux religieuses de Penthemont, qui percevait en outre sur le terroir les grosses dîmes à raison de 7 du 100. L'abbaye de la Victoire (près de Senlis) avait à Blincourt des biens beaucoup plus importants, tenus en fief de la seigneurie de Francières..
En 1228, Philippe Mulet, seigneur de Sacy-le-Petit, vend  à l'abbaye 20 muids de blé à prendre sur sa dîme à Blincourt. En 1476, les religieux achètent à Binet Mulet, écuyer, seigneur du Petit-Blincourt, la seigneurie du Petit-Blincourt, sise en la paroisse de Sacy-le-Petit, moyennant 230 écus d'or. En 1470, ils achetent, au prix de 280 écus d'or, un fief sis à Blincourt, comprenant un manoir, 12 muids de terre et 20 arpents de bois. La même année, Jean de Harlay leur vend son fief de Quinquempoix, au Grand-Blincourt, et, quelque temps après, Pierre Lépreux leur cède également son fief comprenant une maison sise devant l'église, avec ses terres et bois. On ne sais lequel de ces fiefs s'appelait le « fief de la tour de Villers ». En 1568, cette tour était en ruine et les constructions qui l'avoisinaient n'étaient plus qu'une masure..
La cure était à la nomination de l'évêque de Beauvais.

### Époque moderne

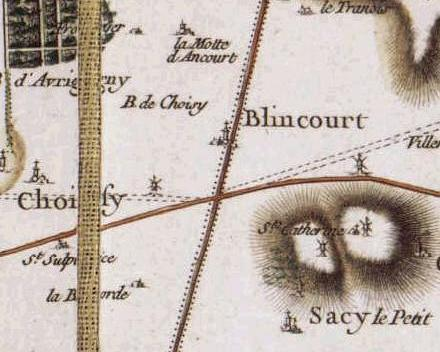
Blincourt, carte de Cassini.

En 1756, 111 mines de terre étaient cultivées par leurs propriétaires, et 1323 mines par des fermiers. On comptait un tiers de bonnes terres, un tiers de médiocres et un tiers de mauvaises. Il n'y avait plus que 49 verges de vignes. Le cheptel des laboureurs se composait de 33 chevaux, 43 vaches et 264 moutons. À l'exception de trois cabaretiers et un paveur, la population était alors, comme en 1890, entièrement agricole.
Juste avant la Révolution française, le cahier de doléances des habitants de Blincourt portent sur les points suivants : leurs terres sont imposées à un taux qui excède d'un tiers celui des paroisses voisines, la conversion en argent de la corvée, autrefois faite en nature, leur coûte au moins le double, le voisinage de la capitainerie d'Halatte est pour eux désastreux, tant à cause du gros gibier qui ronge les grains, que pour les chasses des princes qui, se faisant du mois de mai au mois d'août, font le plus grand tort aux récoltes. L'impôt du sel est très onéreux, les droits sur les boissons sont exorbitants, la perception des droits de péage et travers sur les routes donne lieu à des vexations de toute espèce, la multitude des mendiants prive la campagne d'un grand nombre de bras et est l'origine d'une foule de crimes. Les ormes plantés sur la grande route de Paris à Lille, âgés de 60 ans, causent le plus grand tort aux terres riveraines par leurs racines et leur ombre qui s'étendent à plus de 100 pieds d'un côté et de l'autre, où la terre ne produit plus rien. Les députés, chargés de porter ces doléances à l'assemblée du bailliage de Clermont, sont Augustin Debourge et Jacques Cordier
La ferme de Blincourt appartenait à l'abbaye de la Victoire. Elle est vendue, en 1791 comme bien national, avec 525 mines de terre. Une autre ferme, appartenant à l'abbaye de Penthemont, dont dépendaient 60 arpents de terre est adjugée la même année.
Blincourt, réuni à Avrigny par une ordonnance du 16 août 1826, en est séparé le 27 juillet 1832. En 1890, la population du chef-lieu était de 161 habitants.
En 1890, des 28 maisons dont se compose la commune, 19 sont groupées autour de l'église, à l'ouest de la route de Flandre. C'était ce qu'on appelait autrefois « le Grand-Blincourt », pour le distinguer du « Petit-Blincourt », qui comprenait les habitations placées sur la route. Cette dernière section était ordinairement appelée le « Pavé ». Enfin, deux maisons, peu éloignées des autres, avaient reçu une dénomination particulière : les Buttes et la Cour-Brûlée.

## Politique et administration

### Rattachements administratifs et électoraux

#### Rattachements administratifs
La commune se trouve depuis 1942 dans l'arrondissement de Clermont du département de l'Oise.
Elle faisait partie depuis 1803 du canton de Clermont. Dans le cadre du redécoupage cantonal de 2014 en France, cette circonscription administrative territoriale a disparu, et le canton n'est plus qu'une circonscription électorale.

#### Rattachements électoraux
Pour les élections départementales, la commune fait partie depuis 2014 du canton d'Estrées-Saint-Denis
Pour l'élection des députés, elle fait partie de la septième circonscription de l'Oise.

### Intercommunalité
Blincourt est membre de la communauté de communes de la Plaine d'Estrées, un établissement public de coopération intercommunale (EPCI) à fiscalité propre créé en 1997et auquel la commune a transféré un certain nombre de ses compétences, dans les conditions déterminées par le code général des collectivités territoriales.

### Liste des maires
| Période                                  | Période                      | Identité               | Étiquette | Qualité |
| ---------------------------------------- | ---------------------------- | ---------------------- | --------- | --- |
| Les données manquantes sont à compléter. |                              |                        |           | |
| mars 2001                                | 2005                         | Solange Fournier       | DVD       | Chevalière de l'Ordre national du Mérite Démissionnaire |
| 2005                                     | En cours (au 8 janvier 2023) | Mme Dominique Le Sourd | UMP       | Pharmacienne retraitée, fille de la précédente Députée de l'Oise (7e circ.) (2011 → 2012) Vice-présidente de la CC de la Plaine d'Estrées (2020 → ) Chevalière de l'ordre national du Mérite Réélue pour le mandat 2020-2026 |

## Démographie

### Évolution démographique
L'évolution du nombre d'habitants est connue à travers les recensements de la population effectués dans la commune depuis 1793. Pour les communes de moins de 10 000 habitants, une enquête de recensement portant sur toute la population est réalisée tous les cinq ans, les populations de référence des années intermédiaires étant quant à elles estimées par interpolation ou extrapolation. Pour la commune, le premier recensement exhaustif entrant dans le cadre du nouveau dispositif a été réalisé en 2005.

En 2022, la commune comptait 122 habitants, en évolution de +25,77 % par rapport à 2016 (Oise : +0,87 %, France hors Mayotte : +2,11 %).
| 1793 | 1800 | 1806 | 1821 | 1836 | 1841 | 1846 | 1851 | 1856 |
| ---- | ---- | ---- | ---- | ---- | ---- | ---- | ---- | ---- |
| 104  | 120  | 132  | 134  | 117  | 127  | 117  | 127  | 113  |

| 1861 | 1866 | 1872 | 1876 | 1881 | 1886 | 1891 | 1896 | 1901 |
| ---- | ---- | ---- | ---- | ---- | ---- | ---- | ---- | ---- |
| 108  | 106  | 102  | 109  | 134  | 171  | 119  | 123  | 113  |

| 1906 | 1911 | 1921 | 1926 | 1931 | 1936 | 1946 | 1954 | 1962 |
| ---- | ---- | ---- | ---- | ---- | ---- | ---- | ---- | ---- |
| 146  | 128  | 118  | 130  | 124  | 137  | 126  | 120  | 103  |

| 1968 | 1975 | 1982 | 1990 | 1999 | 2005 | 2006 | 2010 | 2015 |
| ---- | ---- | ---- | ---- | ---- | ---- | ---- | ---- | ---- |
| 78   | 73   | 65   | 45   | 76   | 112  | 104  | 123  | 99   |

| 2020 | 2022 | - | - | - | - | - | - | - |
| ---- | ---- | - | - | - | - | - | - | - |
| 116  | 122  | - | - | - | - | - | - | - |

### Pyramide des âges
La population de la commune est relativement jeune.
En 2018, le taux de personnes d'un âge inférieur à 30 ans s'élève à 44 %, soit au-dessus de la moyenne départementale (37,3 %). À l'inverse, le taux de personnes d'âge supérieur à 60 ans est de 18,1 % la même année, alors qu'il est de 22,8 % au niveau départemental.
En 2018, la commune comptait 46 hommes pour 55 femmes, soit un taux de 54,46 % de femmes, largement supérieur au taux départemental (51,11 %).
Les pyramides des âges de la commune et du département s'établissent comme suit.
| Hommes | Classe d’âge | Femmes |
| ------ | ------------ | ------ |
| 0,0    | 90 ou +      | 1,6    |
| 1,9    | 75-89 ans    | 6,3    |
| 11,3   | 60-74 ans    | 14,3   |
| 34,0   | 45-59 ans    | 12,7   |
| 11,3   | 30-44 ans    | 19,0   |
| 20,8   | 15-29 ans    | 25,4   |
| 20,8   | 0-14 ans     | 20,6   |

| Hommes | Classe d’âge | Femmes |
| ------ | ------------ | ------ |
| 0,5    | 90 ou +      | 1,4    |
| 5,5    | 75-89 ans    | 7,6    |
| 15,6   | 60-74 ans    | 16,3   |
| 20,8   | 45-59 ans    | 20     |
| 19,4   | 30-44 ans    | 19,4   |
| 17,6   | 15-29 ans    | 16,2   |
| 20,6   | 0-14 ans     | 19,1   |

## Culture locale et patrimoine

### Lieux et monuments
- Église Saint-Nicolas : l'abbaye de Penthemont reconstruisit l'église en 1774. C'est une petite construction en belle maçonnerie, avec un chœur en hémicycle. Le clocher est couvert d'ardoise. Le cimetière, clos de murs, entoure l'église[a 1].

### Personnalités liées à la commune
- Michel Nicolas Gérard (1808-1876), homme politique, né à Blincourt où il est inhumé.

## Pour approfondir